# Les Loges (Calvados)
Pour les articles homonymes, voir Les Loges.
Les Loges sont une commune française située dans le département du Calvados en région Normandie, peuplée de 141 habitants.

## Géographie
Située dans le Bocage normand, au nord du Bocage virois, et dotée d'un territoire peu étendu, la commune est presque enclavée dans le territoire de Saint-Jean-des-Essartiers qui la borde à l'ouest, au nord et à l'est. Son bourg, à 200 mètres au nord de l'autoroute A84 qui traverse la commune, est à 5 km au nord-est de Saint-Martin-des-Besaces, à 6 km au sud de Caumont-l'Éventé et à 13 km à l'ouest de Villers-Bocage.
Le nord du territoire est traversé par la  route départementale no 107 qui mène à l'ouest à Torigni-sur-Vire par Saint-Jean-des-Essartiers et Dampierre et à l'est vers Aunay-sur-Odon par Saint-Pierre-du-Fresne. Le bourg y est relié par la D 292 qui permet au nord-est de continuer vers Cahagnes et qui rejoint au sud-ouest La Ferrière-au-Doyen et Saint-Martin-des-Besaces. L'A84, qui partage le territoire en deux, est accessible à Coulvain (sortie 42, vers Caen) à 9 km à l'est et à Saint-Ouen-des-Besaces (sortie 41, vers Rennes) à 3 km au sud-ouest.
Les Loges sont majoritairement dans le bassin de la Vire, par deux sous-affluents, dont le ruisseau de la Planche au Prêtre au sud, qui rejoignent la Drôme sur la commune voisine Saint-Jean-des-Essartiers à l'ouest. Le sud-est du territoire est dans le bassin de la Seulles, autre fleuve côtier, par l'un de ses premiers affluents, la Seullette.
La commune se situe sur les premiers reliefs du Massif armoricain. Le point culminant (234 / 235 m) est au sud, entre le lieu-dit le Manoir et l'autoroute A84. Le point le plus bas (137 m) est en limite de commune, à l'ouest, près du lieu-dit le Hec. La commune est bocagère.
| Saint-Jean-des-Essartiers                                    | Saint-Jean-des-Essartiers                                    | Saint-Jean-des-Essartiers                                                               |
| Saint-Jean-des-Essartiers                                    | des Loges                                                    | Saint-Jean-des-Essartiers, Souleuvre-en-Bocage (comm. dél. de Saint-Martin-des-Besaces) |
| Souleuvre-en-Bocage (comm. dél. de Saint-Martin-des-Besaces) | Souleuvre-en-Bocage (comm. dél. de Saint-Martin-des-Besaces) | Souleuvre-en-Bocage (comm. dél. de Saint-Martin-des-Besaces)                            |

### Hydrographie
La commune est située dans le bassin Seine-Normandie. Elle est drainée par le ruisseau de la Planche au Pretre et le fossé 02 du Bailleul,,.

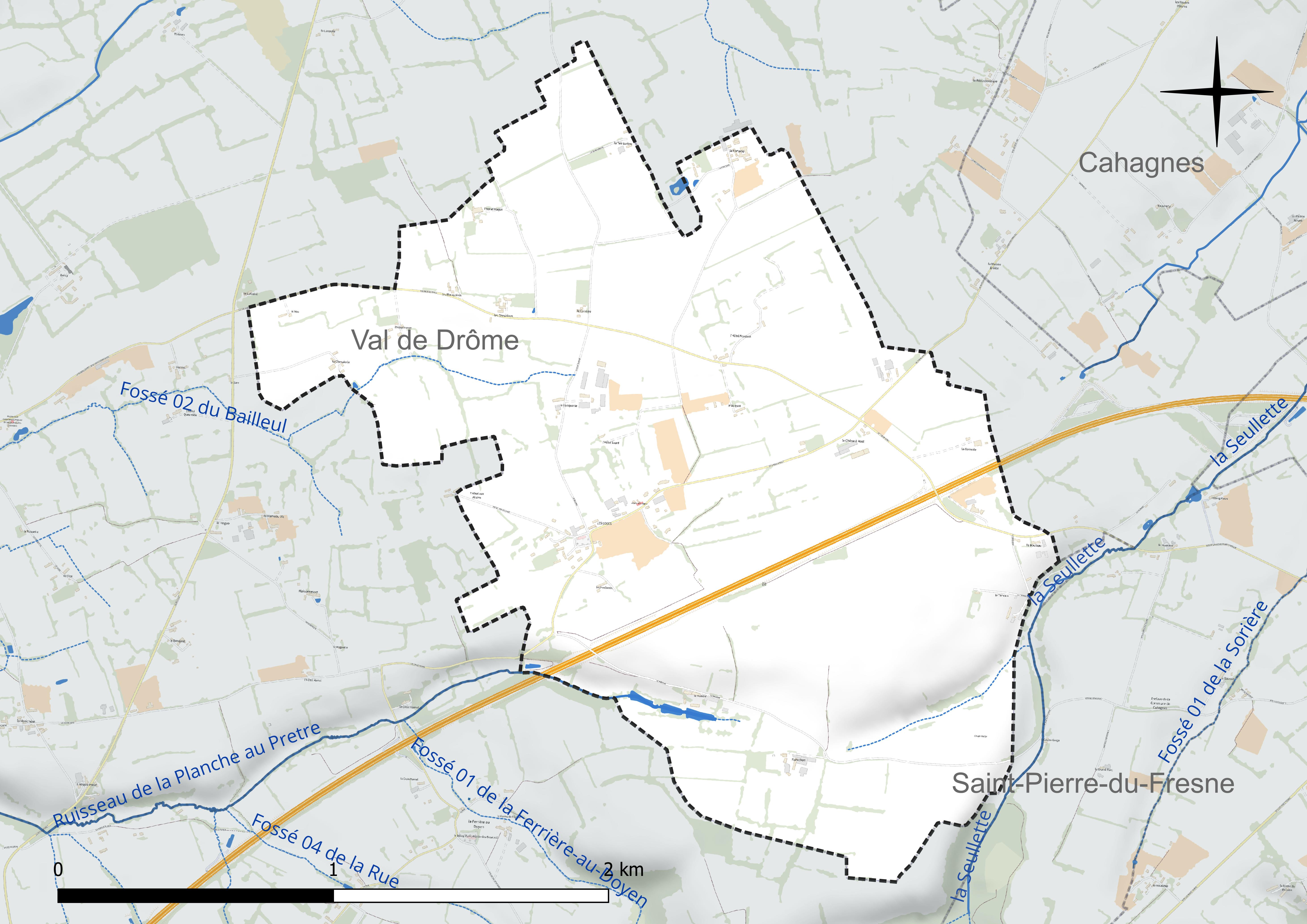
Réseau hydrographique des Loges.

### Climat
Pour des articles plus généraux, voir Climat de la Normandie et Climat du Calvados.
En 2010, le climat de la commune est de type climat océanique franc, selon une étude du CNRS s'appuyant sur une série de données couvrant la période 1971-2000. En 2020, Météo-France publie une typologie des climats de la France métropolitaine dans laquelle la commune est exposée à un climat océanique et est dans la région climatique Normandie (Cotentin, Orne), caractérisée par une pluviométrie relativement élevée (850 mm/a) et un été frais (15,5 °C) et venté. Parallèlement le GIEC normand, un groupe régional d'experts sur le climat, différencie quant à lui, dans une étude de 2020, trois grands types de climats pour la région Normandie, nuancés à une échelle plus fine par les facteurs géographiques locaux. La commune est, selon ce zonage, exposée à un « climat contrasté des collines », correspondant au Bocage normand, bien arrosé, voire très arrosé sur les reliefs les plus exposés au flux d'ouest, et frais en raison de l'altitude.
Pour la période 1971-2000, la température annuelle moyenne est de 10,2 °C, avec une amplitude thermique annuelle de 12,7 °C. Le cumul annuel moyen de précipitations est de 1 006 mm, avec 14 jours de précipitations en janvier et 8,8 jours en juillet. Pour la période 1991-2020, la température moyenne annuelle observée sur la station météorologique la plus proche, située sur la commune de Caumont-sur-Aure à 5 km à vol d'oiseau, est de 11,3 °C et le cumul annuel moyen de précipitations est de 914,1 mm,. Pour l'avenir, les paramètres climatiques de la commune estimés pour 2050 selon différents scénarios d'émission de gaz à effet de serre sont consultables sur un site dédié publié par Météo-France en novembre 2022.

## Urbanisme

### Typologie
Au 1er janvier 2024, Les Loges sont catégorisées commune rurale à habitat très dispersé, selon la nouvelle grille communale de densité à 7 niveaux définie par l'Insee en 2022.
Elle est située hors unité urbaine. Par ailleurs la commune fait partie de l'aire d'attraction de Caen, dont elle est une commune de la couronne,. Cette aire, qui regroupe 296 communes, est catégorisée dans les aires de 200 000 à moins de 700 000 habitants,.

### Occupation des sols
L'occupation des sols de la commune, telle qu'elle ressort de la base de données européenne d'occupation biophysique des sols Corine Land Cover (CLC), est marquée par l'importance des territoires agricoles (100 % en 2018), une proportion identique à celle de 1990 (100 %). La répartition détaillée en 2018 est la suivante : terres arables (55,1 %), prairies (44,9 %). L'évolution de l'occupation des sols de la commune et de ses infrastructures peut être observée sur les différentes représentations cartographiques du territoire : la carte de Cassini (XVIIIe siècle), la carte d'état-major (1820-1866) et les cartes ou photos aériennes de l'IGN pour la période actuelle (1950 à aujourd'hui).

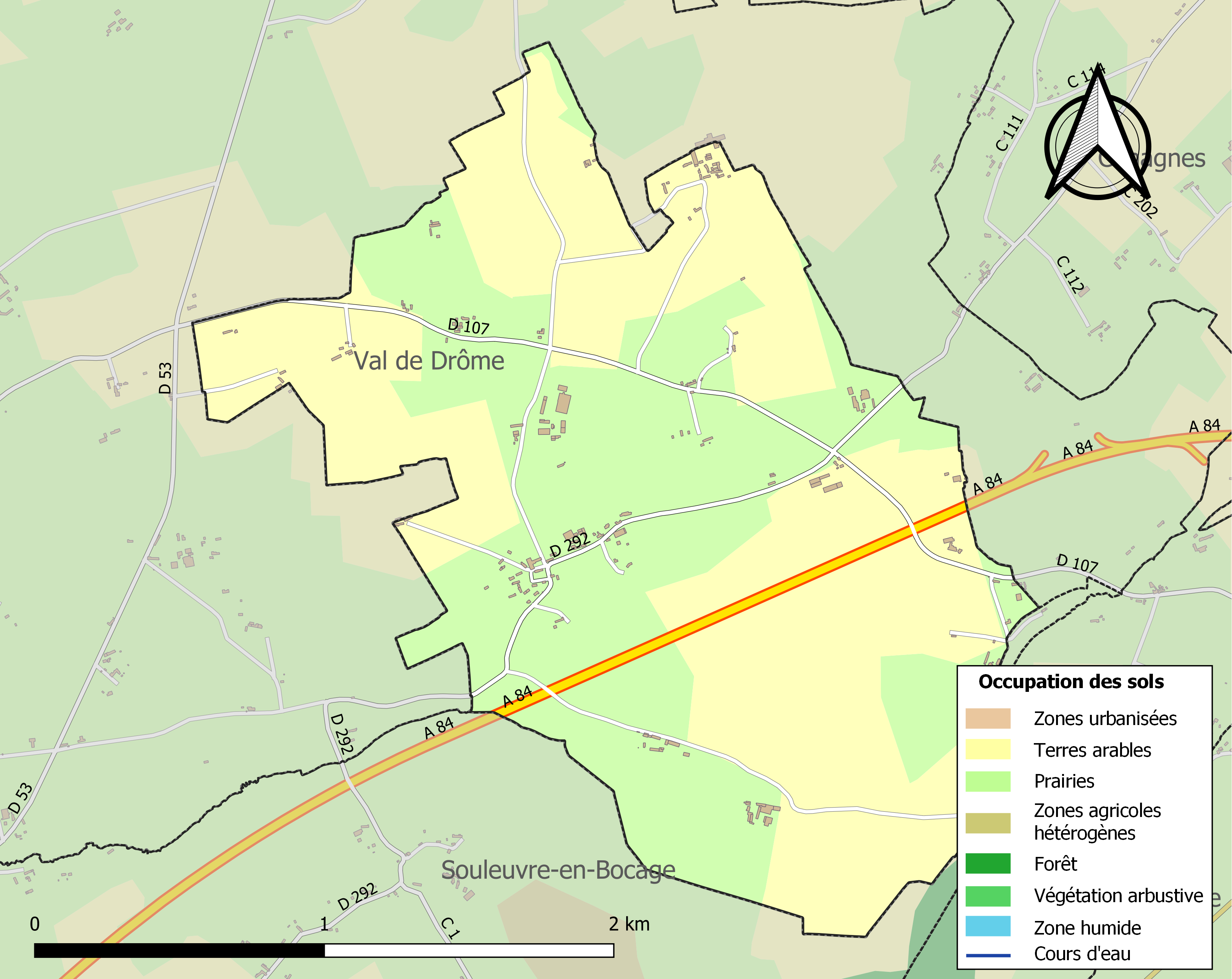
Carte des infrastructures et de l'occupation des sols de la commune en 2018 (CLC).

## Toponymie
Le nom de la localité est attesté sous la forme Loges en 1035.
Le toponyme est formé à partir du germanique laubja, « cabane », ou de l'ancien français loge, « cabane, hutte », qui en est issu.
Le gentilé est Logien.

## Histoire
Wace, auteur du Roman de Roumentionne en 1154 le village et fait mention d'un Robert des Loges aux côtés de Guillaume le Conquérant à la bataille d'Hastings en 1066.

## Politique et administration
| Période                                  | Période  | Identité      | Étiquette | Qualité     |
| ---------------------------------------- | -------- | ------------- | --------- | ----------- |
| 1989                                     | 2008     | Jacques Jouan | SE        | Agriculteur |
| 2008                                     | En cours | Joël Levert   | SE        | Agriculteur |
| Les données manquantes sont à compléter. |          |               |           |             |

Le conseil municipal est composé de onze membres dont le maire et deux adjoints.

## Démographie
Le bourg comptait avant la Révolution 120 feux soit environ 400 habitants
L'évolution du nombre d'habitants est connue à travers les recensements de la population effectués dans la commune depuis 1793. Pour les communes de moins de 10 000 habitants, une enquête de recensement portant sur toute la population est réalisée tous les cinq ans, les populations de référence des années intermédiaires étant quant à elles estimées par interpolation ou extrapolation. Pour la commune, le premier recensement exhaustif entrant dans le cadre du nouveau dispositif a été réalisé en 2008.
En 2022, la commune comptait 141 habitants, en évolution de +13,71 % par rapport à 2016 (Calvados : +1,58 %, France hors Mayotte : +2,11 %).
Les Loges ont compté jusqu'à 341 habitants en 1831.
| 1793 | 1800 | 1806 | 1821 | 1831 | 1836 | 1841 | 1846 | 1851 |
| ---- | ---- | ---- | ---- | ---- | ---- | ---- | ---- | ---- |
| 236  | 296  | 308  | 315  | 341  | 322  | 306  | 300  | 301  |

| 1856 | 1861 | 1866 | 1872 | 1876 | 1881 | 1886 | 1891 | 1896 |
| ---- | ---- | ---- | ---- | ---- | ---- | ---- | ---- | ---- |
| 305  | 302  | 304  | 288  | 281  | 245  | 266  | 241  | 226  |

| 1901 | 1906 | 1911 | 1921 | 1926 | 1931 | 1936 | 1946 | 1954 |
| ---- | ---- | ---- | ---- | ---- | ---- | ---- | ---- | ---- |
| 208  | 220  | 208  | 206  | 194  | 185  | 183  | 180  | 179  |

| 1962 | 1968 | 1975 | 1982 | 1990 | 1999 | 2006 | 2008 | 2013 |
| ---- | ---- | ---- | ---- | ---- | ---- | ---- | ---- | ---- |
| 177  | 165  | 126  | 128  | 110  | 115  | 133  | 138  | 117  |

| 2018 | 2022 | - | - | - | - | - | - | - |
| ---- | ---- | - | - | - | - | - | - | - |
| 140  | 141  | - | - | - | - | - | - | - |

## Lieux et monuments
- Église Saint-Martin (en partie du XIVe siècle). Sa cloche, bénite en 1730 par le curé doyen Barbe Le Moine, nommée par Alice Marie Louise Hélène, et portant inscription est classée au titre objet aux monuments historiques[27]. L'élément le plus ancien est une porte située au nord du chœur entre deux contreforts qui daterait du XIVe siècle, laissant supposer à l'existence d'un édifice antérieur.

## Activité et manifestations
Le comité des fêtes organise quelques animations dont un vide-greniers fin mai.